# فرانسیس بیتر
فرانسیس بیتر (انگلیسی: Francis Bitter؛ زاده ۲۲ ژوئیهٔ ۱۹۰۲ درگذشته ۲۶ ژوئیهٔ ۱۹۶۷) یک فیزیک‌دان اهل ایالات متحده آمریکا بود.